# Wangchang, Tianmen
Wangchang (kinesiska: 汪场, 汪场镇) är en köpinghuvudort i Kina. Den ligger i provinsen Hubei, i den centrala delen av landet, omkring 120 kilometer väster om provinshuvudstaden Wuhan. Antalet invånare är 39 225. Befolkningen består av 18 815 kvinnor och 20 410 män. Barn under 15 år utgör 14,0 %, vuxna 15-64 år 77 %, och äldre över 65 år 8,0 %.
Runt Wangchang är det tätbefolkat, med 613 invånare per kvadratkilometer. Närmaste större samhälle är Jingling, 7,4 km nordost om Wangchang. Trakten runt Wangchang består till största delen av jordbruksmark.
Genomsnittlig årsnederbörd är 1 371 millimeter. Den regnigaste månaden är juli, med i genomsnitt 192 mm nederbörd, och den torraste är december, med 18 mm nederbörd.